# Catharsius machadoi
Catharsius machadoi là một loài bọ cánh cứng trong họ Bọ hung (Scarabaeidae).